# Dx.com控股
DX.com控股有限公司，簡稱DX.com控股（英語：DX.com Holdings Limited，港交所：8086），前身為「易寶有限公司」，於1985年設立「易寶傳訊有限公司」（「易寶系統有限公司」前身）。
董事長為黃少康，行政總裁為周兆光。而主要業務在中港經營資訊科技應用解決方案，股份則在2000年8月20日於港交所創業板上市。
總部位於香港德輔道中244-248號東協商業大廈15樓1501室。

## 連結
- epro.com.hk（页面存档备份，存于）
- dxholdings.com